# Raduga KSR-2
Raduga KSR-2 (tên ký hiệu của NATO: AS-5 "Kelt") là một loại tên lửa hành trình được Liên Xô phát triển thay thế cho loại tên lửa KS-1 Komet (NATO:AS-1 "Kennel"). KSR-2 được phát triển năm 1958 và bắt đầu hoạt động năm 1962. Loại tên lửa này thường được trang bị đầu nổ công phá mạnh (HE) thường, dù nó có thể mang được cả đầu đạn hạt nhân 1 megaton.

## Phát triển
Chuyến bay thử nghiệm của tên lửa là một phần của hệ thống vũ khí K-16 bắt đầu vào năm 1958, với 2 tên lửa được mang dưới giá treo BD-352 dưới cánh của một chiếc máy bay ném bom Tu-16 được sửa đổi mang tên là Tu-16KSR-2. Máy bay ném bom được trang bị một radar chiếu mục tiêu và tìm kiếm Roobin-1K (Ruby) được phát triển mới, loại radar này có tầm quét xấp xỉ 200 km. Trong quá trình thử nghiệm, tên lửa cũng được bắn đi từ các tàu chiến và các vị trí dưới mặt đất.

## Miêu tả
Bản thân KSR-2 rất giống với KS-1 đời đầu, dài gần 9 mét với sải cánh xấp xỉ 4,5 mét và trọng lượng 4.000 kg. Nó có các cánh xuôi sau với 2 riềm cánh (wing fence) ở mỗi cánh.
Hệ thống K-16 được chấp nhận đưa vào hoạt động trong Hải quân Xô viết năm 1962. Ai Cập đã mua được một số hệ thống K-16. Một phiên bản nâng cấp của KSR-2 được đưa vào hoạt động năm 1967 với tên gọi KSR-2M, nó vay mượn một số đặc tính từ tên lửa KSR-5 (NATO:AS-6 "Kingfisher"), bao gồm một động cơ tên lửa Isayev S5.6.0000 mới. Điều này cho phép tên lửa mới có thể được phóng đi từ độ cao 500 mét so với trước đó là 1.500 mét.
Các tên lửa được chuẩn bị phóng từ thao tác điều khiển của sĩ quan dẫn đường; các mức độ tự động hóa được cung cấp bởi Roobin-1K loại bỏ sự cần thiết đối với một sĩ quan vận hành radar riêng biệt. Nhiên liệu cho động cơ tên lửa là nhiên liệu lỏng, động cơ tên lửa có hai khoang, tạo ra 1,200 kgp trong chế độ tăng cường và 700 kgp trong chế độ hành trình. Nhiên liệu bao gồm TG-02 (đôi khi là TT-S2) và AK-20F oxidiser, loại nhiên liệu này rất độc và có tính ăn mòn cao, điều này có thể khiến việc điều khiển tên lửa từ mặt đất có thể khó khăn.
Chỉ cần radar của máy bay mang tên lửa khóa mục tiêu, tên lửa có thể được phóng đi. Động cơ tên lửa khởi động ngay lập tức sau khi mở trong chế độ tăng cường, tạo gia tốc cho tên lửa đạt đến tốc độ hành trình. Sau khi tên lửa đổi hướng cách tiếp cận với mục tiêu, động cơ chuyển sang chế độ hành trình, ngừng một trong các khoang. Tên lửa được lái tự động nhờ hệ thống dẫn đường quán tính hướng tới mục tiêu. Trong chế độ chống hạm, tên lửa sử dụng radar chủ động băng J trong giai đoạn cuối tiếp cận mục tiêu.

## Biến thể
Một biến thể chống radar của loại tên lửa này đã được phát triển với tên gọi KSR-11, biến thể này có vẻ ngoài giống với KSR-2. KSR-11 được dự định sử dụng tiêu diệt radar phòng không và thiết bị đối kháng điện tử (ECM). Tên lửa này sử dụng đầu dò radar bị động 2PRG-11.
Một phiên bản bia bay phát triển từ KSR-2 có tên gọi là KRM-2 (MV-1) cũng được đưa vào hoạt động năm 1966, với một động cơ tên lửa khác, tầm bay đạt 376 km.

## Lịch sử chiến đấu
Những chiếc máy bay ném bom Tu-16 của Ai Cập đã phóng 13 quả KSR-2 và 12 quả KSR-11 trong Chiến tranh Yom Kippur năm 1973. Một số tên lửa đã phá hủy hai đài radar và một căn cứ hậu cần ở Sinai của Israel.

## Quốc gia sử dụng
Ai Cập
 Liên Xô